# Crookstown
Crookstown är en ort i republiken Irland.   Den ligger i grevskapet County Cork och provinsen Munster, i den södra delen av landet, 240 km sydväst om huvudstaden Dublin. Crookstown ligger 64 meter över havet och antalet invånare är 285.
Terrängen runt Crookstown är huvudsakligen platt, men västerut är den kuperad. Crookstown ligger nere i en dal. Runt Crookstown är det ganska tätbefolkat, med 230 invånare per kvadratkilometer. Närmaste större samhälle är Ballincollig, 18,2 km öster om Crookstown. Trakten runt Crookstown består i huvudsak av gräsmarker.